# Dundas Square

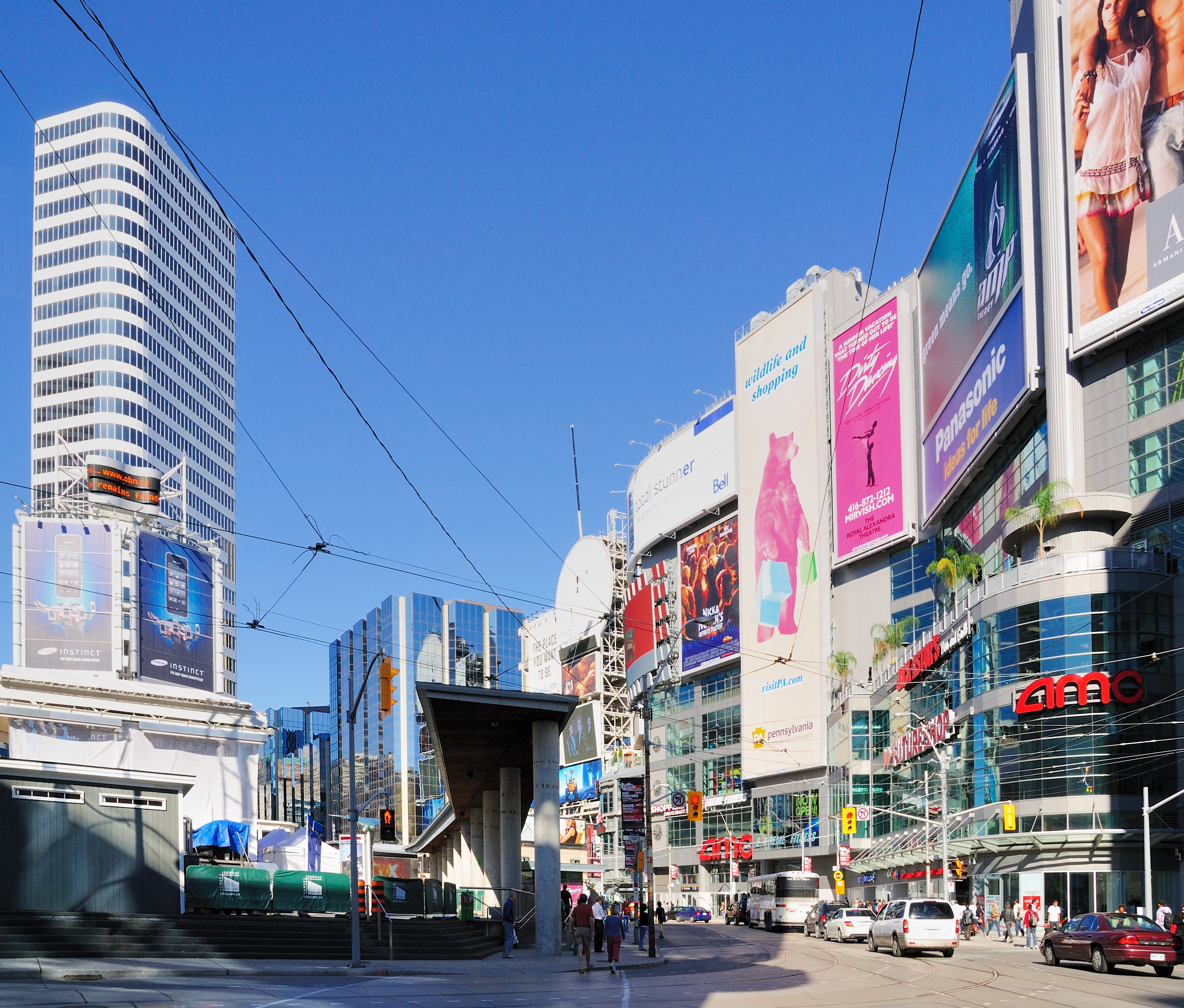
Dundas Square

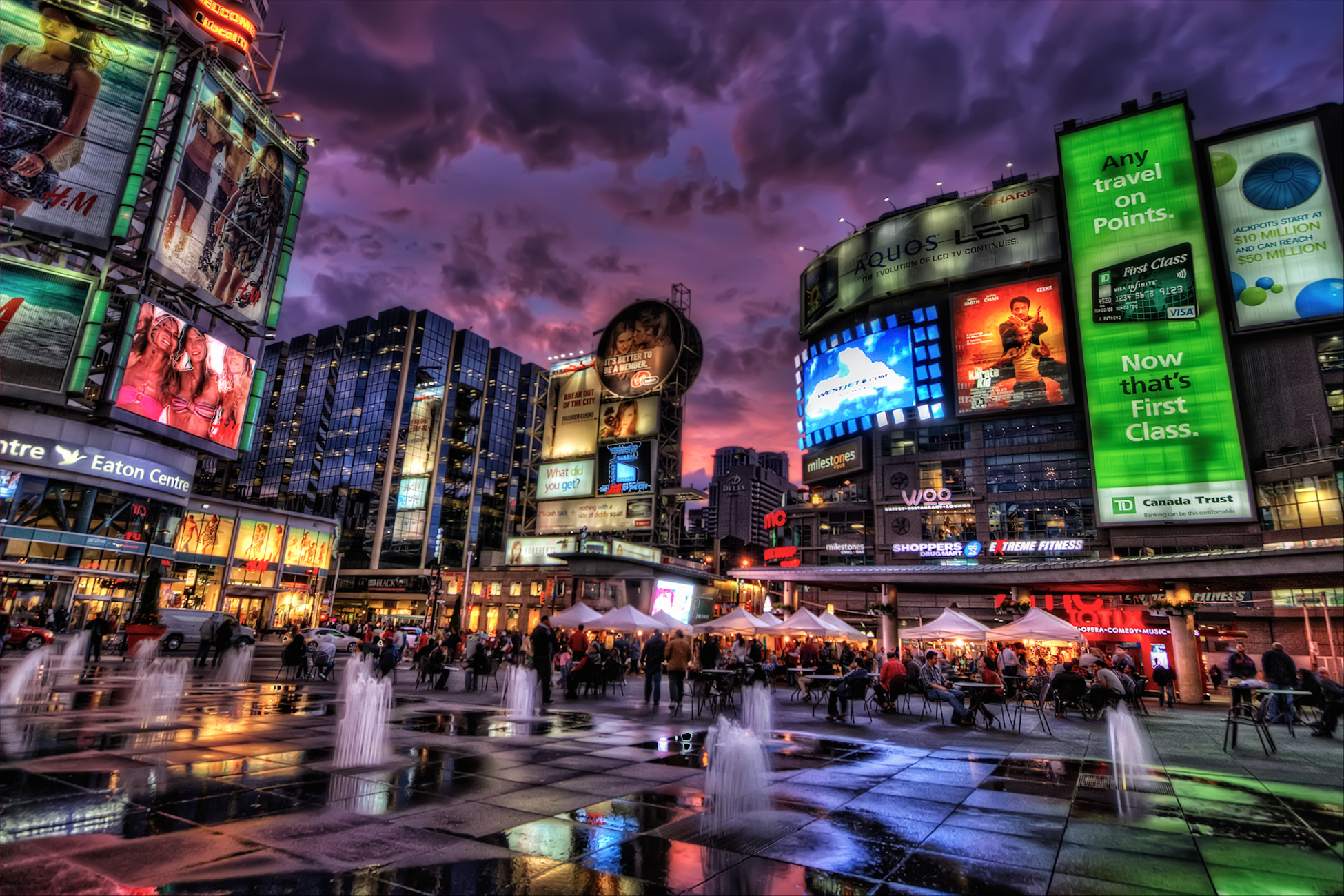
Dundas Square bei Nacht

Der Dundas Square (offiziell: Yonge-Dundas Square) ist ein öffentlicher Platz in der Innenstadt Torontos. Er liegt in der südöstlichen Ecke der Kreuzung zwischen der Dundas Street und der Yonge Street und wurde im November 2002 eröffnet. Aufgrund der Biegung durch die Dundas Street hat der Platz die Form eines Fünfecks. Der Platz wurde von dem Architektenbüro Brown + Storey entworfen und liegt am nördlichen Ende des Eaton Centre. Jährlich wird der Platz von 56 Millionen Menschen frequentiert und gehört damit zu den belebtesten Orten Kanadas.